# MAG (videojuego)
MAG fue un videojuego multijugador en línea de disparos en primera persona, desarrollado por Zipper Interactive para PlayStation 3. El juego fue anunciado en la conferencia de Sony E3 2008. El videojuego fue lanzado el 26 de enero de 2010 en Norteamérica, y el 29 de enero de 2010 en Europa. En Australia y en Nueva Zelanda se estrenó el 11 de febrero de 2010.
Este videojuego se caracteriza por la utilización de una nueva arquitectura de servidores, creada para soportar batallas en línea de hasta 256 jugadores, lo que lo convierte en un videojuego muy innovador.
"Buscar sin descanso la victoria". La premisa argumental de MAG versa sobre una guerra a nivel global entre las tres facciones que componen los ejércitos del videojuego, un conflicto que sucede en el año 2025. Así pues hay tres compañías privadas que tratan de repartirse el pastel bélico mundial con sus contratas, y éstas son Raven, Valor y SVER, las que nosotros encarnaremos.
La primera es una organización asentada en Europa cuyos soldados reciben entrenamiento táctico de la máxima exigencia, y que así mismo cuentan con arsenal pesado y lo último de lo último en cuanto a tecnología, puesto que disfrutan del principal apoyo de la industria armamentística. Sus líderes son Antoine Jeanette, francés, y Horst Schaefer, surafricano.
- Datos: Q784714